# Self storage

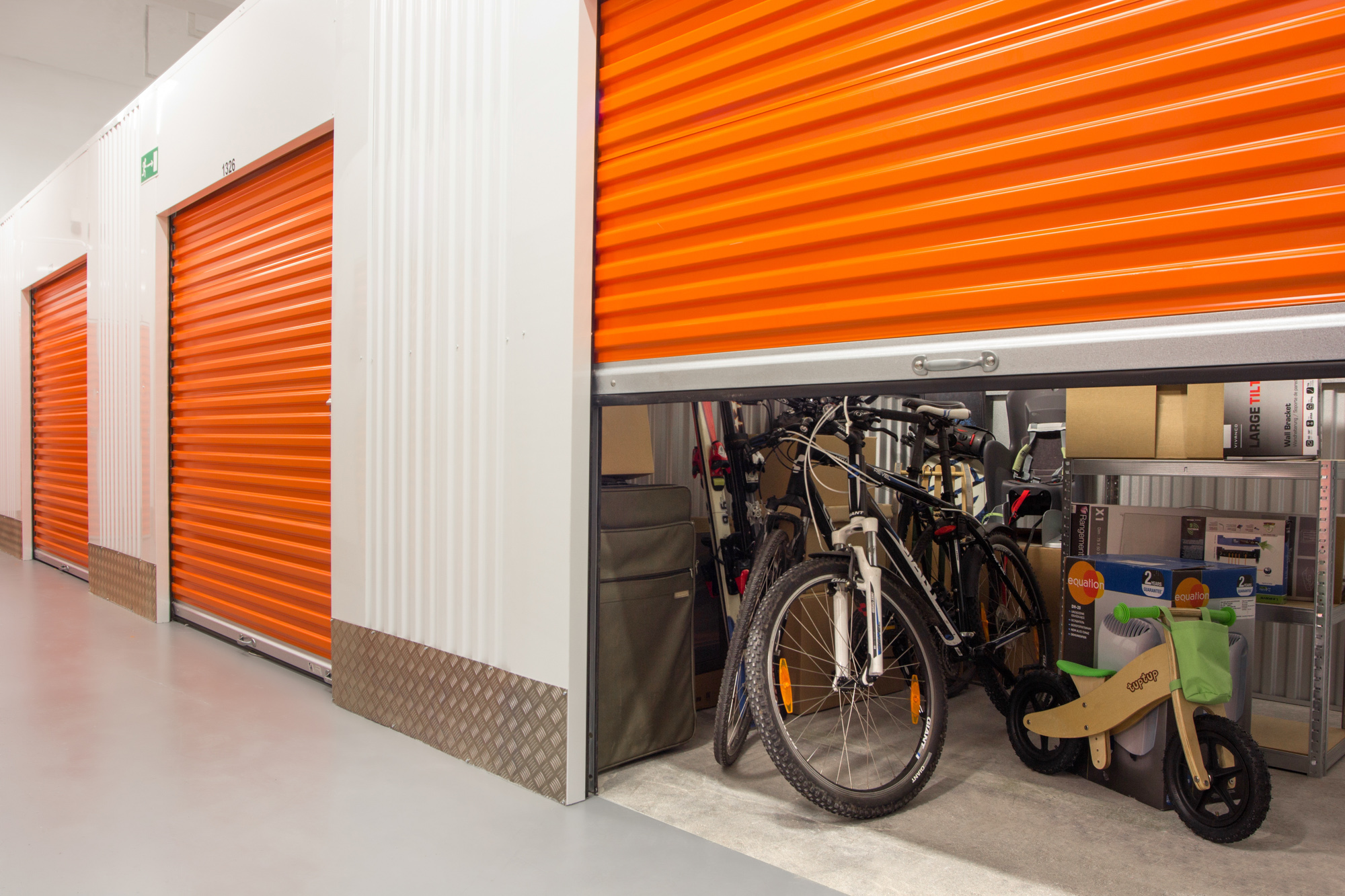
Wnętrze magazynu samoobsługowego

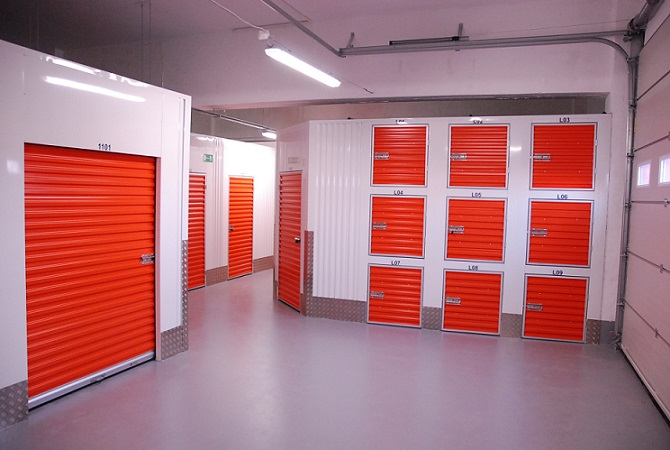
Różne rozmiary komórek magazynowych

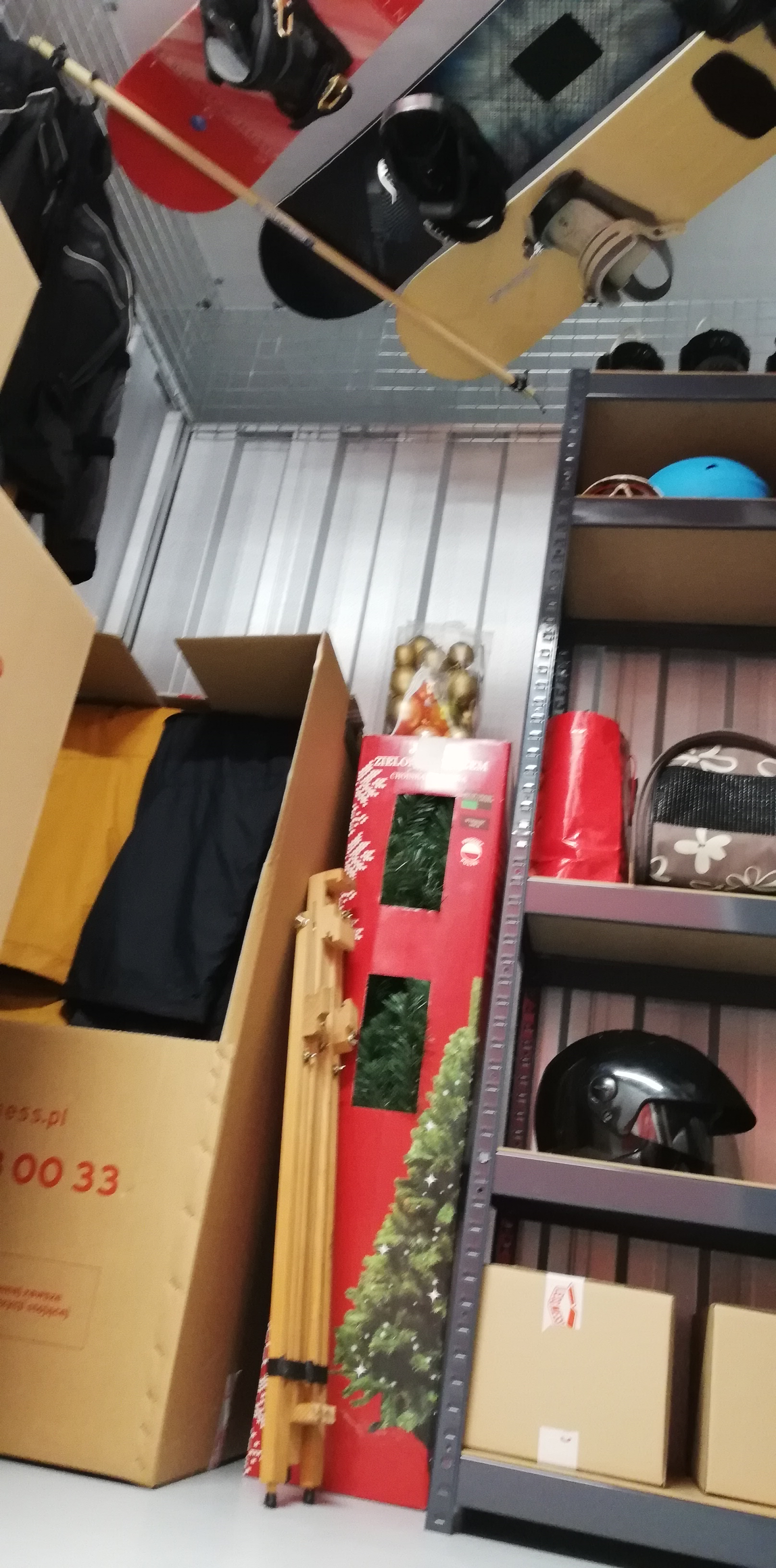
Wnętrze komórki

Self storage – najem powierzchni w specjalnie do tego przygotowanym magazynie samoobsługowym.
Służy on do przechowywania różnych dóbr i materiałów. Klientami są osoby oraz przedsiębiorstwa, które wynajmują komórki lub kontenery w specjalnie do tego przygotowanych obiektach.

## Opis
Self storage jest skrótowym określeniem „samoobsługowych magazynów”, często również nazywanych „mini przechowalniami”.
W typowym magazynie self storage klienci wynajmują komórki magazynowe na dowolny okres. Dostępne są umowy z krótkim terminem najmu już od 7 dni. Elastyczna umowa nie jest ograniczeniem przy przechowywaniu rzeczy na czas remontu czy przeprowadzki. Klient sam decyduje o długości trwania umowy na dostęp do pomieszczeń do wynajęcia. Wynajmowana powierzchnia najczęściej służy do składowania przez osoby prywatne artykułów codziennego użytku, sprzętu sezonowego lub pamiątek. Niektóre magazyny self storage proponują dodatkowe udogodnienia takie dostęp do wózków paletowych, czy koszowych. Magazyny mogą być objęte całodobowym monitoringiem, a pomieszczenia wyposażone w indywidualny alarm.
Magazyny self storage występują w dwóch formach: komórek do wynajęcia w większych obiektach magazynowych lub w formie kontenerów z bezpośrednim wejściem z zewnątrz. Kontenery są zlokalizowane na zamkniętym terenie i są tańszym rozwiązaniem niż typowe komórki w magazynie wewnętrznym, przeznaczonym głównie do składowania przedmiotów niewymagających ogrzewania. Istotnym udogodnieniem w tej formie magazynowania jest możliwość podjazdu samochodu bezpośrednio pod drzwi kontenera.
Przedsiębiorstwa wykorzystują takie magazyny do składowania nadwyżek zapasów i archiwów. Komórki są zwykle zabezpieczone przez najemcę kłódką. Pracownicy magazynu nie mają dostępu do wnętrza komórki, poza sytuacjami zagrożenia bezpieczeństwa lub nieopłacania czynszu.

## Historia
Pierwsze komórki, w których najemca miał wyłączny dostęp do zawartości, zaczęły pojawiać się na początku lat 60. Przedsiębiorstwo Lauderdale Storage w Fort Lauderdale w USA zostało założone już w 1958 roku przez rodzinę Collum, co czyni ją jednym z pierwszych biznesów w historii self storage w Stanach Zjednoczonych. Nowoczesne magazyny zaczęły powoli powstawać w latach 90.
Sposób takiego magazynowania mienia stał się popularny na początku XXI wieku – od 2000 do 2005 roku powstało ponad 15 tys. nowych obiektów.
Pod koniec roku 2009, na świecie istniało łącznie około 58 tys.obiektów self storage, zarządzanych przez 30 235 przedsiębiorstw. Ze względu na liczbę podmiotów, rynek self storage jest stosunkowo konkurencyjny. Największym operatorem magazynów tego typu na świecie jest przedsiębiorstwo Public Storage. Znaczącymi graczami w Europie Zachodniej są takie przedsiębiorstwa jak Shurgard, My Place czy Big Yellow.